# Perkmon (opera)
Perkmon (v originále Der Bergmönch) je romantická opera o třech dějstvích zkomponovaná Josephem M. Wolframem na libreto Karla B. von Miltitz. Poprvé byla uvedena 3. října 1829 ve Stavovském divadle v Praze. Jedná se o osmé dílo z celkem dvanácti Wolframových oper.

## Vznik
Roku 1817 vyšla ve sborníku Wunderbuch (Kniha zázraků) novela Der Bergmönch od Karla Borromäa von Miltitz. Autor v ní zpracovává starou krušnohorskou hornickou pověst a lidovou víru v různá nadpřirozená stvoření. Joseph Wolfram si vybral tento námět pro svou další operu a Miltitze požádal, aby své dílo převedl do formy veršovaného libreta. Děj obou verzí se však poněkud liší, především v barvitějším rozvedení scén v dole a charakterů postav, za čímž pravděpodobně stál Wolfram. Za zmínku stojí, že skladatel do té doby, i později, spolupracoval především s jiným saským literátem – Emanuelem Gehe a s Miltitzem jej pojí pouze jediný kus. Práce obou umělců na Perkmonovi je zmíněna v červnu roku 1829 v dobovém tisku. Na partituře je uvedeno, že opera byla složena a dokončena v Teplicích, kde Joseph Wolfram působil jako starosta.

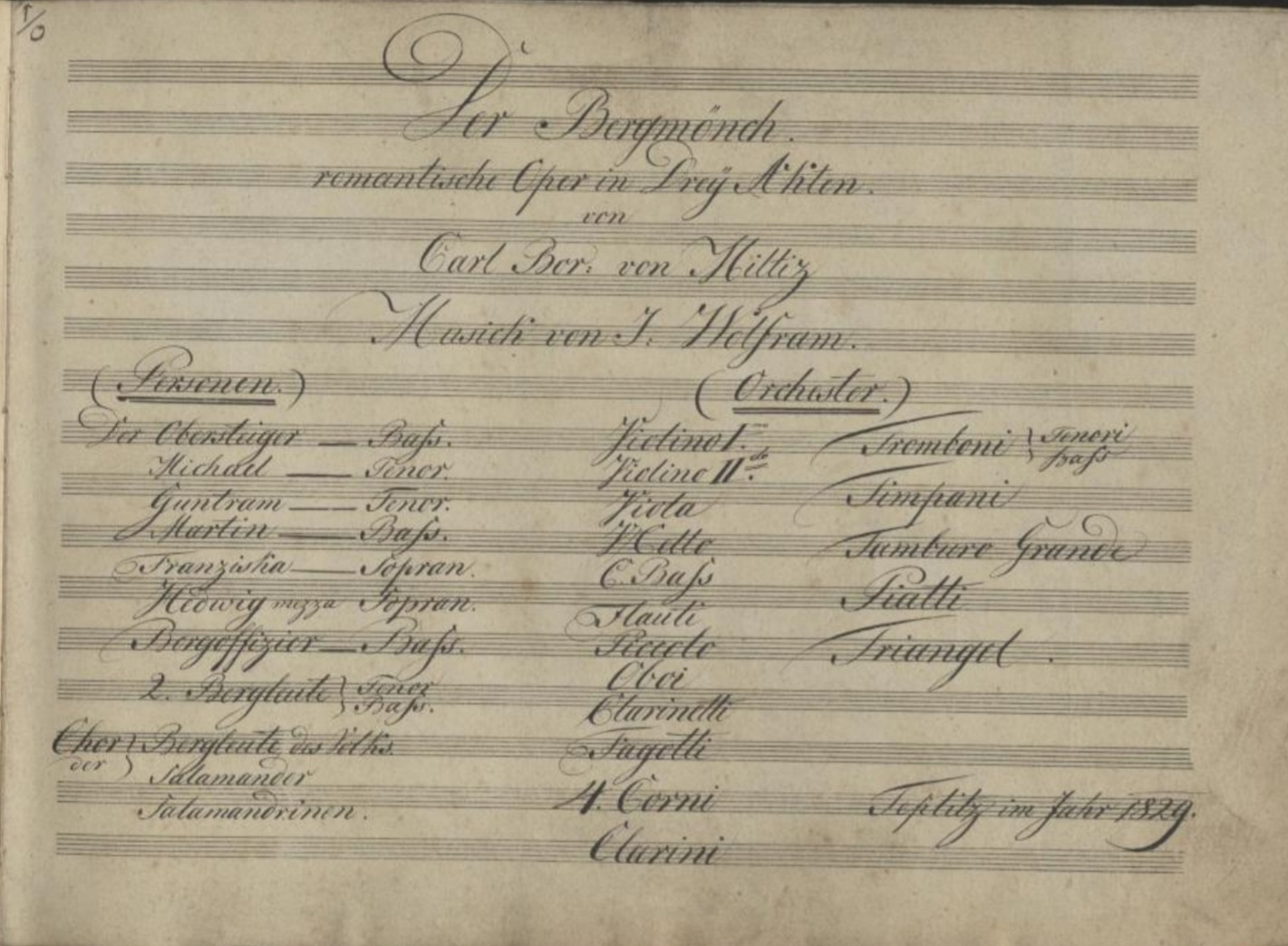
Titulní strana autorské partitury, 1829, v pravém dolním rohu rok a místo dokončení

Zajímavé je, že dramaturgie syžetu se velmi podobá libretu opery Čarostřelec od Johanna F. Kinda, jež zhudebnil Wolframův současník Karl Maria von Weber. I tato skutečnost měla způsobit vlažné přijetí Perkmona v Brně, konkrétně byl autorům vyčten neoriginální vklad a podobnost s již známými operami. Miltitz však svou povídku napsal několik let před uvedením Čarostřelce, a přestože jsou oba příběhy téměř pohádkové, Perkmon se výrazně poctivěji zabývá psychologickou a filosofickou stránkou námětu.

## Uvedení a ohlas
Premiéra proběhla 3. října 1829 ve Stavovském divadle v Praze, žádné recenze či zmínky o reakci publika se nedochovaly, lze však předpokládat, že šlo o úspěch, neboť o dva roky později zde byl Perkmon inscenován znovu ku příležitosti jmenin rakouského císaře Františka I. Druhé nastudování řídil sám autor a dle Wiener allgemeine Theaterzeitung byl Wolfram po každém dějství bouřlivým potleskem vyzván na podium. Skladatel své dílo dirigoval již roku 1830 ve Dvorním divadle v Drážďanech a krom těchto scén se opera hrála několikrát v Berlíně (jednou při oslavách narozenin pruského krále Fridricha Viléma III.), též ve Vratislavi či Brně.
Ohlas byl z velké většiny kladný, v dobových novinách se objevují převážně pochvalné recenze a ocenění Wolframovy hudby. Úspešnost Perkmona dokládá i vydání klavírního výtahu v Lipsku a výtisk jeho částí v několika periodicích. Není divu, neboť autoři vsadili na osvědčený náměť z prostředí hor a jejich nadpřirozených obyvatel (Weber – Čarostřelec, Spohr – Der Berggeist), hudba směle konkuruje představitelům tehdejšího raného německého a italského romantismu. Již úvodní kus – poměrně dlouhá, dynamická předehra pro symfonický orchestr s velkým důrazem na perkuse výrazně předesílá Donizettiho předehru k o rok mladší opeře Anna Bolena. Tato dvě díla spojuje také scéna šílenství, která se u sopránových hrdinek objevuje i v pozdějších počinech Donizettiho či Belliniho (Lucia di Lammermoor, I puritani). Začátek druhého dějství zase zpestřuje balet gnomů a salamandrů, tančících v čarovných kruzích podobně jako mrtvé jeptišky v baletu z Roberta ďábla (1831) od Giacoma Meyerbeera. Wolfram tedy velmi zdatně uspokojoval dobové trendy a stál u jejich základů.

## Postavy
Michael / Michal; štajgr – tenor
Franziska / Františka; jeho milá, dcera předchozího naddůlního – soprán
Hedwig / Hedvika; její teta – mezzosoprán
Obersteiger / naddůlní; předák horníků – basbaryton
Gunthram / Guntram; horník, synovec naddůlního – tenor
Martin; starý horník – bas
Inspektor; zástupce báňského úřadu – bas
Bergmönch / Perkmon; nadpřirozená bytost, vládce hor – dramatická role
Horníci, jejich ženy a děti – sbor
Gnomové, salamandři a salamandríny; podzemní duchové a démoni – sbor

## Děj
Děj se odehrává roku 1635 v hornické vesnici pod hradem Sharfenberg - rodovým sídlem Miltitzů.

### První dějství

#### Obraz 1 - před stříbrným dolem sv. Floriána
Před stříbrným dolem sv. Floriána se shromažďují horníci, včetně štajgra Michala, aby se společně pomodlili před směnou. Vážnou atmosféru naruší příchod Guntrama, synovce naddůlního. Guntram si ze zbožných horníků dělá legraci a vysmívá se jim drzou písničkou. Přichází Františka, dcera bývalého naddůlního, aby se ještě před začátkem směny rozloučila se svým snoubencem, štajgrem Michalem. Guntram si jich všimne a pokouší se s Františkou flirtovat, což Michala rozzlobí. Dochází k rozepři, kterou přeruší až příchod naddůlního. Starý horník Martin se snaží rozzuřeného naddůlního uklidnit, ale marně. Naddůlní Michala nesnáší a chce ho zničit. Zatímco Františka odchází a Guntram vstupuje do dolu, pokračuje hádka mezi Michalem a naddůlním. Ten zuří, protože Michal zasypal nadávkami vozku, kterému předtím naddůlní přikázal, aby k jeho domu dovezl dřevo jinak určené na výztuž šachet. Michal kočího donutil, aby dřevo odvezl zpět. Nyní naddůlní Michalovi hrozí soudem. Michal podotýká, že výztuže a šachty jsou v žalostném stavu a horníci jsou den za dnem ve větším nebezpečí. Naddůlní Michalovi slibuje pomstu a pln hněvu odchází, což Michala rozruší.

#### Obraz 2 - u Františky doma
Hedvika se snaží svou neteř Františku uklidnit a rozveselit. Obě předou len a Hedvika zpívá píseň o předení. Na scénu přichází Michal. Vypráví sice o hádce s naddůlním, ale více ho tíží jiné setkaní. Po cestě domů u jedné z šachet viděl Perkmona. Jeho zjevení předpovídá neštěstí. Perkmon mu ovšem jen chtěI nabídnout drahé rudy za Michalovu potivou a oddanou práci v dole. Michal je ze strachu před nadpřirozenými silami odmítl. Perkmon mu nechal čas na rozmyšlení, kdyby se mu drahokamů přece jen zachtělo, nechť za soumraku dojde na místo, kde se setkali, a přihlásí se o své bohatství. Obě dívky Michalovi návrat rozmlouvají. Všichni tři se nakonec dohodnou, že raději budou důvěřovat Bohu, než by se spojovali s temnými silami. Jejich rozhovor přeruší zoufalý Martin, který vtrhne do místnosti. Michal s ním má rychle jít, v dole došlo k závalu a zatopení. Všichni spěchají k šachtě.

#### Obraz 3 - před stříbrným dolem sv. Floriána
Před vstupem do dolu je vidět zoufalý hornický lid oplakávající své mrtvé blízké. Guntramovi se z dolu povedlo včas utéci a ihned pospíchá o neštěstí zpravit naddůlního. Ten nenaslouchá nářku mužů a žen a hned Michalovi nařizuje aby, coby štajgr, sešel do dolu a obhlédl situaci. Marně Františka padá k nohám naddůlního a prosí jej o slitování marně jej prosí i okolostojící. Michal musí rozkaz uposlechnout. Sestupuje do zaplaveného dolu a naddůlní se raduje jak se vypořádal se svým nebezpečným sokem. Františka padá v mdlobách na zem a všechen přítomný lid se hrozí nad krutostí naddůlního.

### Druhé dějství

#### Obraz 1 - Perkmonův podzemní palác
Gnómové a salamandři zpívají a tancují kolem bezvládně ležícího Michala, aby jej svými kouzly přivedli k životu. Náhle se rozprchnou a Michal se probouzí. Vše si pamatuje jako by to byl jen sen. Náhle mu ale vše dochází, za záchranu vděčí Perkmonovi. Přeje si navrátit se na povrch za Františkou. V tom se zjeví Perkmon. Michalovi slibuje pomoc za jedné podmínky, zanechá Františku Guntramovì. S tím Michal nemůže souhlasit a Perkmon jej paprskem ohně ze svého žezla uvrhne do hlubin.

#### Obraz 2 - před stříbrným dolem sv. Floriána
Naddůlní se chce přesvědčit, že Michal už nežije. Otevře padací dveře do dolu a naslouchá vytí průvanu a šplouchání vody. Zcela spokojený slaví svůj triumf. Z jeho myšlenek jej vytrhne Guntramův příchod. Guntram má činů naddůlního tak akorát dost a otřesen Michalovou smrtí chce svého strýce navždy opustit. Raději zkusí ve světě nalézt štěstí sám, než aby zůstával kumpánem zločince. Naddůlní mu pohrozí Michalovým osudem a zlostně odchází. Guntram se setká s Hedvikou. Ta má z jeho prozření radost a oba se spřátelí. I díky Hedvice Guntramovi postupně uvěří více a více horských obyvatel. Na scénu přichází Františka. Má rozcuchané vlasy, zanedbané oblečení, jako by byla šílená. Žalem ztratila rozum. Ve svých zjeveních vidí svého milovaného a sama si přeje zemřít. Najednou padá bezvládně k zemi. V tentýž moment zahlédne jeden z horníků záři v šachtě. Všechny napadne, nejde-li o ducha zemřelého. Z dolu však vyskočí Michal, živý a zdravý, a ihned vysvětluje, jak byl Perkmonem zkoušen, a se ptá po Františce. Jen co ji spatří bezvládně ležet na zemi, padne na kolena a prosí ji, aby se probudila. Jeho hlas Františku skutečně probudí a vysvobodí ji z šílených snů. Oba si padají do náručí a všichni svědci tohoto zázraku jsou hluboce pohnuti.

### Třetí dějství

#### Obraz 1 - před stříbrným dolem sv. Floriána
Naddůlní je rozzuřený, že se Michal vrátil z mokrého hrobu. Okamžitě upřede další plán, chystá se ho nařknout z čarodějnictví. Přichází Guntram a oznamuje příjezd důlního inspektora. Naddůlní jej jde přijmout. Na scénu přichází Michal, Františka a Hedvika, usmíří se s Guntramem a společně se modlí, aby jim Bůh pomohl porazit zlo a nechal zvítězit spravedlnost. Zdáli zní krásná hudba. Úředník a hornický lid přichází. Důlní inspektor započne s vyšetřováním. Naddůlní obviní Michala z nedbalosti a požaduje omluvu. Všichni okolostojící ale svědčí ve prospěch Michala. Naddůlní přidá i obvinění z čarodějnictví. Jelikož se inspektor nemůže z protichůdných výpovědí rozhodnout, přikáže otevřít důl, že se sám přesvědčí, co se stalo. Ve chvíli, kdy naddůlní otevře padací dveře, vyletí z šachty za hřmění blesků a šlehání plamenů horští duchové, popadnou naddůlního a pevně jej drží nad zemí. Náhle se rozevře země a objeví se podzemní palác s Perkmonem na trůnu. Inspektor se horskému vládci uctivě ukloní a požádá jej, aby označil viníka. Perkmon svým žezlem ukáže na naddůlního a duchové jej stáhnou do hlubin dolu. V ten moment zmizí podzemní paláci s Perkmonem. Důlní inspektor pochválí Michalovu poctivost, povýší ho na nového naddůlního a všichni se společně radují, že dobro a spravedlnost zvítězily nad zlem

## Obsah
| Číslo v partituře (rozdíl ve klavírním výtahu) | Forma           | Název (originál / v českém přebásnění)                                   | Postavy                                     |
| ---------------------------------------------- | --------------- | ------------------------------------------------------------------------ | ------------------------------------------- |
| Nečíslováno                                    | -               | Overtüre / Předehra                                                      | -                                           |
| První dějství                                  |                 |                                                                          |                                             |
| Číslo 1                                        | Sbor            | O Vater aus des Himmels Höhen / Tam z báně nebes                         | Michal, horníci                             |
| Číslo 2                                        | Píseň           | Lustig muss der Bergmann leben / Horník musí radost shánět               | Guntram                                     |
| Číslo 3                                        | Kvartet         | Schönes Mädchen thut nicht spröde / Dívko krásná konec hrátek            | Guntram, Františka, Michal, Martin          |
| Číslo 4                                        | Tercet          | Noch bin ich Herr / Stále jsem pán                                       | Michal, naddůlní, Martin                    |
| Číslo 5                                        | Recitativ, árie | Die Brück' ist abgeworfen / Ten most, co měl mě vésti                    | Michal                                      |
| Číslo 5½ (6)                                   | Píseň           | Spinnerlied / Píseň přadlen                                              | Hedvika                                     |
| Číslo 6 (7)                                    | Tercet          | Nein! Solche Hülfe bleib' uns fern / Ne! Této pomoci se straň            | Františka, Hedvika, Michal                  |
| Číslo 7 (8)                                    | Sbor            | O Tag voll Jammer! / Tu hrůzu strašnou                                   | Lid                                         |
| Číslo 8 (9)                                    | Finále          | Ha, Schreckenswort! / Jak můžete?!                                       | Františka, Michal, naddůlní, lid            |
| Druhé dějství                                  |                 |                                                                          |                                             |
| Číslo 9 (10)                                   | Sbor            | Finstre Gnomen / Komu jas i tma                                          | Gnomové, salamandři, salamandríny           |
| Součást čísla 9 (10b)                          | Balet           | Bez názvu                                                                | Gnomové, salamandři, salamandríny           |
| Součást čísla 9 (10c)                          | Recitativ, árie | Wie ist mir? / Jak je mi?                                                | Michal                                      |
| Číslo 10 (11)                                  | Recitativ, árie | Triumph! Triumph! / Triumf! Triumf!                                      | Naddůlní                                    |
| Číslo 11 (12)                                  | Duet            | Wicht, dem ein Weib den Kopf verschroben / Blázne, tvou mysl ženská kalí | Naddůlní, Guntram                           |
| Číslo 12 (13)                                  | Duet            | O zweifel nicht, um mich zu retten / Jedině vy jste moje spása           | Guntram, Hedvika                            |
| Číslo 13 (14)                                  | Finále          | Schuldlos Gemordeter! / Padl jsi bez viny!                               | Františka, Michal, Hedvika, lid             |
| Třetí dějství                                  |                 |                                                                          |                                             |
| Číslo 14 (15)                                  | Recitativ, árie | Gedanke aus des Abgrunds Schoos / Vždyť zrádná však i záludná            | Naddůlní                                    |
| Číslo 15 (vypuštěno)                           | Árie            | Wohl uns der Tag / Noc hrůzy přešla                                      | Guntram                                     |
| Číslo 16                                       | Kánon           | O senke dich / Teď snes se níž                                           | Michal, Františka, Hedvika, Guntram         |
| Číslo 17                                       | Pochod          | Glück auf!                                                               | Lid                                         |
| Číslo 18                                       | Finále          | Hülfe! Rettung! / Pomoc! Milost!                                         | Naddůlní, inspektor, Michal, Františka, lid |

## Význam

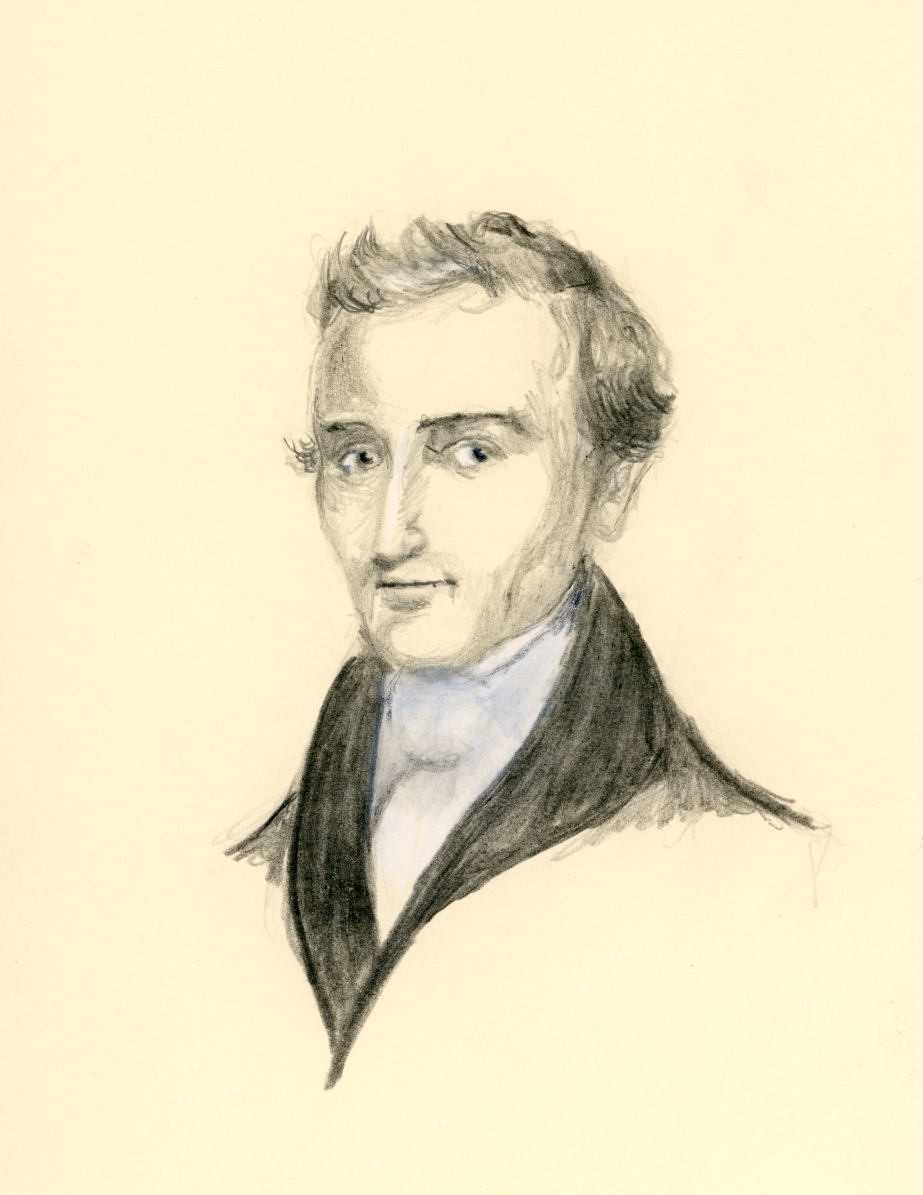
Joseph M. Wolfram, kresba Jiřího Wolfa

Perkmon byl ve své době nejuváděnější a nejznámější Wolframovou operou. Jen málokterému hudebnímu dílu se podařilo stát součástí oslav hlavy státu, natož představitelů dvou velmi vážených panovnických rodů. V českém prostředí vytvořil svébytný projev počínajícího evropského romantismu a pomohl tak nastolit hudební smýšlení, na které později mohl navázat Bedřich Smetana se svými prvními díly (Prodaná nevěsta, Dalibor). Ty, stejně jako mnohá další, nezapřou podstatný vliv Josepha Wolframa. Na druhé straně Krušných hor, kde se Bergmönch rovněž hrál, předznamenal příchod Richarda Wagnera, jehož hlavní hudební téma k opeře Tannhäuser nese nepřeslechnutelnou podobnost s jedním z arios právě z Perkmona. Sám Wagner Teplice několikrát navštívil a o této melodii v jednom z dopisů píše, že na ni náhodně narazil při výletě na hrad Střekov roku 1842, kde ji měl zpívat či hrát jakýsi pasáček. Pochopitelně už není možné zjistit, odkud ji pasáček znal, ale v rámci jednotek let a jednoho regionu mohla být Wolframova melodie stále živou.

## Objevení a znovuuvedení
Po Wolframově smrti se na jeho tvorbu postupně zapomnělo. Až ve 21. století se především muzikolog Tomáš Spurný a spolek Trautzlova umělecká společnost zasloužili o objevení a propagaci rozsáhlého autorova odkazu, včetně Perkmona. Jmenovaný spolek jej nastudoval společně s Collegiem hortense a dalšími tělesy a sólisty, nejprve v němčině, a později kvůli lepšímu pochopení současného publika zaštítil přebásnění celého libreta a překlad dramatických částí do češtiny kolektivem teplických básníků. Rovněž ve snaze vyhovět požadavkům operního představení vznikly pro nové, tentokrát i scénické zpracování kostýmy a kulisy podle návrhu Martina Tomáška.
Níže jsou uvedena již proběhlá a plánovaná představení.
- Der Bergmönch, koncertní uvedení opery 16. 6. 2022 v Domě kultury v Teplicích a 17. 6. 2022 v Lautě u Marienbergu; sólisté: Miroslava Časarová (Františka), Liana Sass (Hedvika), Jakub Turek (Michal), Daniel Kfelíř (Naddůlní), Ondřej Benek (Guntram), Ondřej Potůček (Martin, inspektor), Collegium hortense – sbormistr: Matouš Pavlis, Severočeská filharmonie – dirigent: Jan Zástěra
- Perkmon, uvedení klavírní verze opery v češtině 15. 6. 2024 na zámku Jezeří; sólisté: Miroslava Časarová (Františka), Bronislava Smržová (Hedvika), Jakub Turek (Michal), Daniel Kfelíř (Naddůlní), Ondřej Benek (Guntram), Ondřej Potůček (Martin, inspektor), Collegium hortense – sbormistr: Matouš Pavlis, klavír: Dušan Sárička, dirigent: Jan Zástěra
- Perkmon, scénické uvedení opery v češtině 20. 6. 2024 v Krušnohorském divadle v Teplicích; sólisté: Miroslava Časarová (Františka), Bronislava Smržová (Hedvika), Jakub Turek (Michal), Daniel Kfelíř (Naddůlní), Ondřej Benek (Guntram), Ondřej Potůček (Martin, inspektor), Collegium hortense – sbormistr Matouš Pavlis, Severočeská filharmonie – dirigent: Jan Zástěra, režie: David Kříž